# Analyse des fluctuations redressées
Dans les processus stochastiques, la théorie du chaos et l'analyse des séries temporelles, l'analyse des fluctuations redressées (en anglais : Detrendred Fluctuation Analysis ou DFA) est une méthode permettant de déterminer l'auto-affinité statistique d'un signal. Elle est utile pour analyser des séries temporelles qui semblent être des processus à mémoire longue (temps de corrélation divergent, par exemple fonction d'autocorrélation décroissante selon la loi de puissance) ou du bruit 1/f .
L'exposant obtenu est similaire à l'exposant de Hurst, cependant la DFA peut également être appliquée à des signaux dont les statistiques sous-jacentes (telles que la moyenne et la variance) ou la dynamique sont non stationnaires (c'est-à-dire changent avec le temps). Ceci est lié à des mesures basées sur des techniques spectrales telles que l'autocorrélation et la transformée de Fourier.
Peng et al. ont introduit la DFA en 1994 dans un article qui a été cité plus de 3 000 fois depuis 2022 et qui représente une extension de l'analyse des fluctuations (FA) qui est affectée par les non-stationnarités.

## Définition

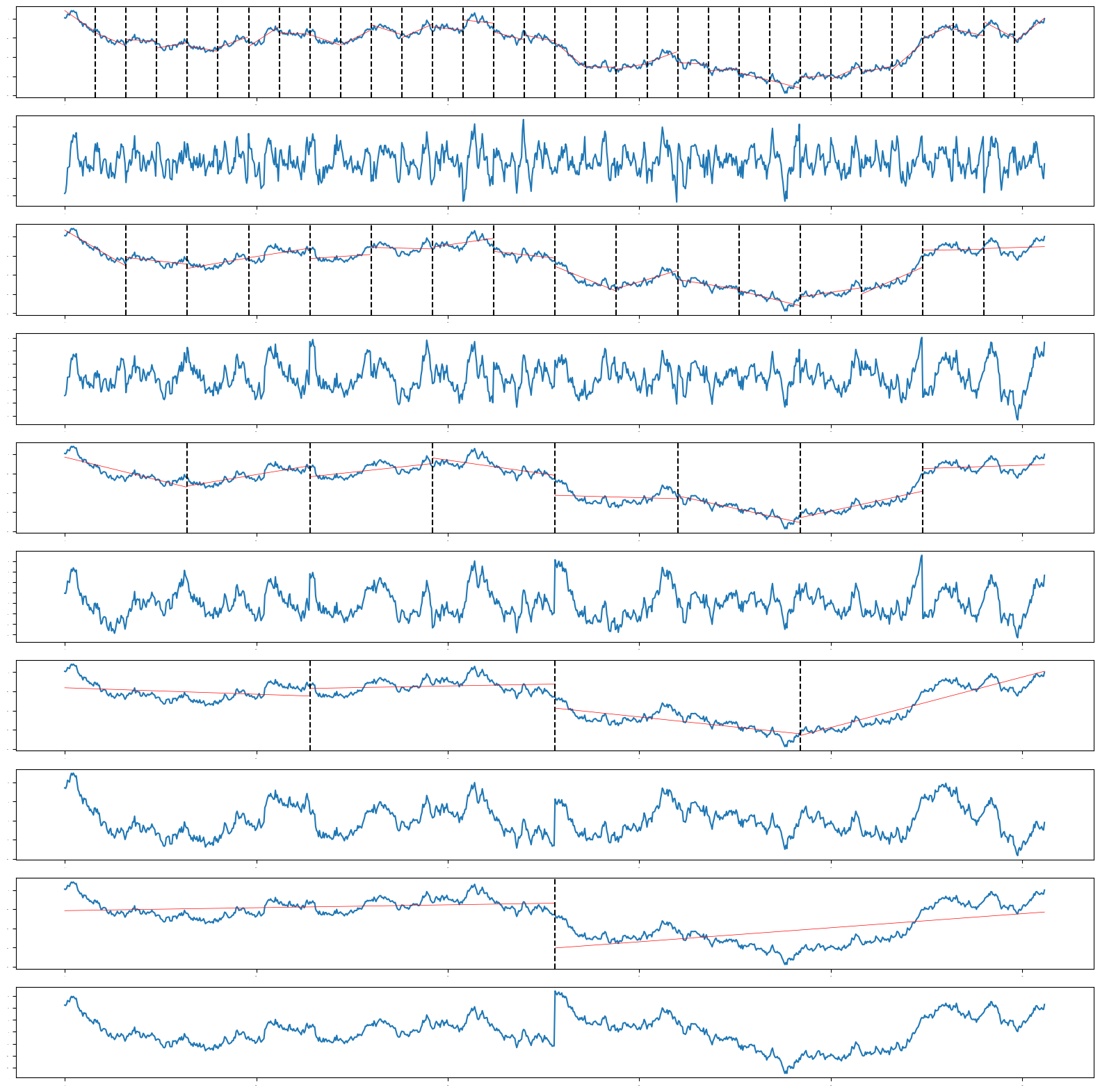
DFA sur un processus de mouvement brownien, avec des valeurs croissantes de.

### Algorithme
Étant donné une série temporelle : {\displaystyle x_{1},x_{2},...,x_{N}} .
Calculer sa valeur moyenne {\displaystyle \langle x\rangle ={\frac {1}{N}}\sum _{t=1}^{N}x_{t}} .
Puis la sommer dans un processus {\displaystyle X_{t}=\sum _{i=1}^{t}(x_{i}-\langle x\rangle )} . Il s'agit de la somme cumulée, ou profil, de la série temporelle d'origine. Par exemple, le profil d'un bruit blanc IID est une marche aléatoire standard.
Sélectionner un ensemble {\displaystyle T=\{n_{1},...,n_{k}\}} d'entiers, tels que {\displaystyle n_{1}<n_{2}<\cdots <n_{k}}, le plus petit {\displaystyle n_{1}\approx 4}, le plus large {\displaystyle n_{k}\approx N}, et la séquence est à peu près répartie uniformément à l'échelle logarithmique : {\displaystyle \log(n_{2})-\log(n_{1})\approx \log(n_{3})-\log(n_{2})\approx \cdots } . En d’autres termes, il s’agit approximativement d’une suite géométrique.
Pour chaque {\displaystyle n\in T}, diviser la séquence {\displaystyle X_{t}} en segments consécutifs de longueur {\displaystyle n} . Dans chaque segment, calculer l'ajustement linéaire des moindres carrés (la tendance locale). Soit {\displaystyle Y_{1,n},Y_{2,n},...,Y_{N,n}}  l'ajustement linéaire par parties en résultant.
Calculer la racine carrée de la moyenne des carrés (moyenne RMS) par rapport à la tendance locale :
{\displaystyle F(n,i)={\sqrt {{\frac {1}{n}}\sum _{t=in+1}^{in+n}\left(X_{t}-Y_{t,n}\right)^{2}}}.}
Et leur moyenne RMS est la fluctuation totale :
{\displaystyle F(n)={\sqrt {{\frac {1}{N/n}}\sum _{i=1}^{N/n}F(n,i)^{2}}}.}
(Si {\displaystyle N} n'est pas divisible par {\displaystyle n}, alors on peut soit supprimer le reste de la séquence, soit répéter la procédure sur la séquence inversée, puis prendre leur moyenne RMS.)
Produire le tracé log-log {\displaystyle \log n-\log F(n)},.

### Interprétation
Une ligne droite de pente {\displaystyle \alpha } sur le tracé log-log indique une auto-affinité statistique de forme {\displaystyle F(n)\propto n^{\alpha }} . Vu que {\displaystyle F(n)} augmente de façon monotone avec {\displaystyle n}, {\displaystyle \alpha >0} est toujours vrai.
L'exposant d'échelle {\displaystyle \alpha } est une généralisation de l'exposant de Hurst, dont la valeur précise donne des informations sur les autocorrélations des séries :
- {\displaystyle \alpha <1/2} : anti-corrélée
- {\displaystyle \alpha \simeq 1/2} : non corrélée, bruit blanc
- {\displaystyle \alpha >1/2} : corrélée
- {\displaystyle \alpha \simeq 1} : bruit 1/f, bruit rose
- {\displaystyle \alpha >1} : non stationnaire, illimitée
- {\displaystyle \alpha \simeq 3/2} : bruit brownien

Parce que le déplacement attendu dans une marche aléatoire non corrélée de longueur N croît comme {\displaystyle {\sqrt {N}}}, un exposant de {\displaystyle {\tfrac {1}{2}}} correspondrait à un bruit blanc non corrélé. Lorsque l'exposant est compris entre 0 et 1, le résultat est un bruit gaussien fractionnaire.

### Erreurs dans l'interprétation
Bien que l'algorithme DFA produise toujours un nombre positif {\displaystyle \alpha } pour toute série temporelle, cela n’implique pas nécessairement qu’elle soit auto-similaire. L'autosimilarité nécessite que le graphique log-log soit suffisamment linéaire sur une large plage de valeurs {\displaystyle n}. De plus, il a été démontré qu'une combinaison de techniques incluant le MLE, plutôt que les moindres carrés, se rapproche mieux de l'exposant d'échelle, ou loi de puissance.
En outre, il existe de nombreuses quantités de type exposant d'échelle qui peuvent être mesurées pour une série temporelle auto-similaire, notamment la dimension du diviseur et l'exposant de Hurst. Par conséquent, l'exposant de mise à l'échelle DFA {\displaystyle \alpha } n'est pas une dimension fractale et ne possède pas certaines propriétés souhaitables de la dimension Hausdorff, bien que dans certains cas particuliers, elle soit liée à la dimension de comptage de boîtes pour le graphique d'une série temporelle.

## Généralisations

### Généralisation aux tendances polynomiales (DFA d'ordre supérieur)
L'algorithme DFA standard donné ci-dessus supprime une tendance linéaire dans chaque segment. Quand on supprime une tendance polynomiale de degré n dans chaque segment, on obtient ce qui est nommé DFAn, ou DFA d'ordre supérieur.
Etant donné que {\displaystyle X_{t}} est une somme cumulée de {\displaystyle x_{t}-\langle x\rangle }, une tendance linéaire dans {\displaystyle X_{t}} est une tendance constante dans {\displaystyle x_{t}-\langle x\rangle }, ce qui est une tendance constante dans {\displaystyle x_{t}} (visibles sous forme de courtes sections de « plateaux plats »). À cet égard, DFA1 supprime la moyenne des segments de la série chronologique {\displaystyle x_{t}} avant de quantifier la fluctuation.
De même, une tendance de degré n dans {\displaystyle X_{t}} est une tendance de degré (n-1) dans {\displaystyle x_{t}} . Par exemple, DFA1 supprime les tendances linéaires des segments de la série chronologique {\displaystyle x_{t}} avant de quantifier la fluctuation, DFA1 supprime les tendances paraboliques de {\displaystyle x_{t}}, et ainsi de suite.
L' analyse de Hurst R/S supprime les tendances constantes dans la séquence d'origine et, par conséquent, dans sa suppression de tendance, elle est équivalente à DFA1.

### Généralisation à différents moments (DFA multifractale)
La DFA peut être généralisé par informatique :{\displaystyle F_{q}(n)=\left({\frac {1}{N/n}}\sum _{i=1}^{N/n}F(n,i)^{q}\right)^{1/q}.}Puis en créant le tracé log-log de {\displaystyle \log n-\log F_{q}(n)}, S’il y a une forte linéarité dans le tracé de {\displaystyle \log n-\log F_{q}(n)}, alors cette pente est {\displaystyle \alpha (q)}. La DFA est le cas particulier où {\displaystyle q=2} .
Les systèmes multifractals sont dimensionnés suivant une fonction {\displaystyle F_{q}(n)\propto n^{\alpha (q)}} . Essentiellement, les exposants d’échelle ne doivent pas nécessairement être indépendants de l’échelle du système. En particulier, DFA mesure le comportement d'échelle des secondes fluctuations de moment.
Kantelhardt et al. interprètent cet exposant de mise à l'échelle comme une généralisation de l'exposant de Hurst classique. L'exposant classique de Hurst correspond à {\displaystyle H=\alpha (2)} pour les caisses stationnaires, et {\displaystyle H=\alpha (2)-1} pour les cas non stationnaires,,.

## Applications
La méthode DFA a été appliquée dans de nombreux domaines, par exemple le séquençage d'ADN,, l'étude des oscillations neuronales, la détection de problèmes orthophoniques, la fluctuation du rythme cardiaque à différents stades du sommeil, et l'analyse des modèles de comportement animal.
L'effet des fluctuations sur la DFA a été étudié.

## Liens avec d'autres méthodes selon certains types de signaux

### Signaux avec autocorrélation décroissante selon une loi de puissance
Dans le cas d'autocorrélations décroissantes selon la loi de puissance, la fonction de corrélation décroît avec un exposant {\displaystyle \gamma } : {\displaystyle C(L)\sim L^{-\gamma }\!\ } . De plus, le spectre de puissance décroît à mesure que {\displaystyle P(f)\sim f^{-\beta }\!\ } . Les trois exposants sont liés par:
- {\displaystyle \gamma =2-2\alpha }
- {\displaystyle \beta =2\alpha -1}
- {\displaystyle \gamma =1-\beta } .

Ces relations peuvent être dérivées en utilisant le théorème de Wiener-Khintchine. Le lien entre la DFA et la méthode du spectre de puissance a été bien étudiée.
Ainsi, {\displaystyle \alpha } est lié à la pente du spectre de puissance {\displaystyle \beta } et est utilisé pour décrire la couleur du bruit par cette relation : {\displaystyle \alpha =(\beta +1)/2} .

### Bruit gaussien fractionnaire
Pour le bruit gaussien fractionnaire (FGN), nous avons {\displaystyle \beta \in [-1,1]}, Et ainsi {\displaystyle \alpha \in [0,1]}, et {\displaystyle \beta =2H-1}, où {\displaystyle H} est l' exposant de Hurst. {\displaystyle \alpha } pour FGN est égal à {\displaystyle H}.

### Mouvement brownien fractionnaire
Pour le mouvement brownien fractionnaire (FBM), nous avons {\displaystyle \beta \in [1,3]}, Et ainsi {\displaystyle \alpha \in [1,2]}, et {\displaystyle \beta =2H+1}, où {\displaystyle H} est l' exposant de Hurst . {\displaystyle \alpha } pour FBM est égal à {\displaystyle H+1}. Dans ce contexte, FBM est la somme cumulée ou l' intégrale de FGN, ainsi, les exposants de leurs spectres de puissance diffèrent de 2.